# Jean-Jacques-Régis de Cambacérès
Jean-Jacques Régis de Cambacérès (Montpellier, 18 de outubro de 1753 – Paris, 8 de março de 1824) foi um político francês que deteve os postos de duque de Parma, Consul de França e depois arquichanceler do Império. Foi um dos autores do Código Napoleônico.